# Новичич, Василие
Василие Новичич (серб. Василије Новичић; родился 7 мая 2008, Косовска-Митровица, Республика Косово) — сербский футболист, полузащитник клуба ИМТ.

## Клубная карьера
Воспитанник «Оле», летом 2024 года Василие Новичич присоединился к ИМТ. 6 октября 2024 года дебютировал за основную команду клуба, выйдя в стартовом составе на матч чемпионата Сербии против «Црвены звезды».

## Карьера в сборной
Выступал за сборную Сербии до 17 лет.